# Stig Westergaard
Stig Westergaard (født 16. september 1963 i Esbjerg) er en dansk olympisk sejlsportsmand i Finn og Soling klasserne. Westergaard deltog i 1992 og 1996 i Sommer-OL.
Han har to gange deltaget i Volvo Ocean Race; i 2001–02 på Djuice Dragons og i 2008–09 på Kosatka.
Han er broder til Bjørn Westergaard.